# Горж-дю-Тарн
44°21′18″ пн. ш. 3°33′42″ сх. д. / 44.355° пн. ш. 3.561667° сх. д.

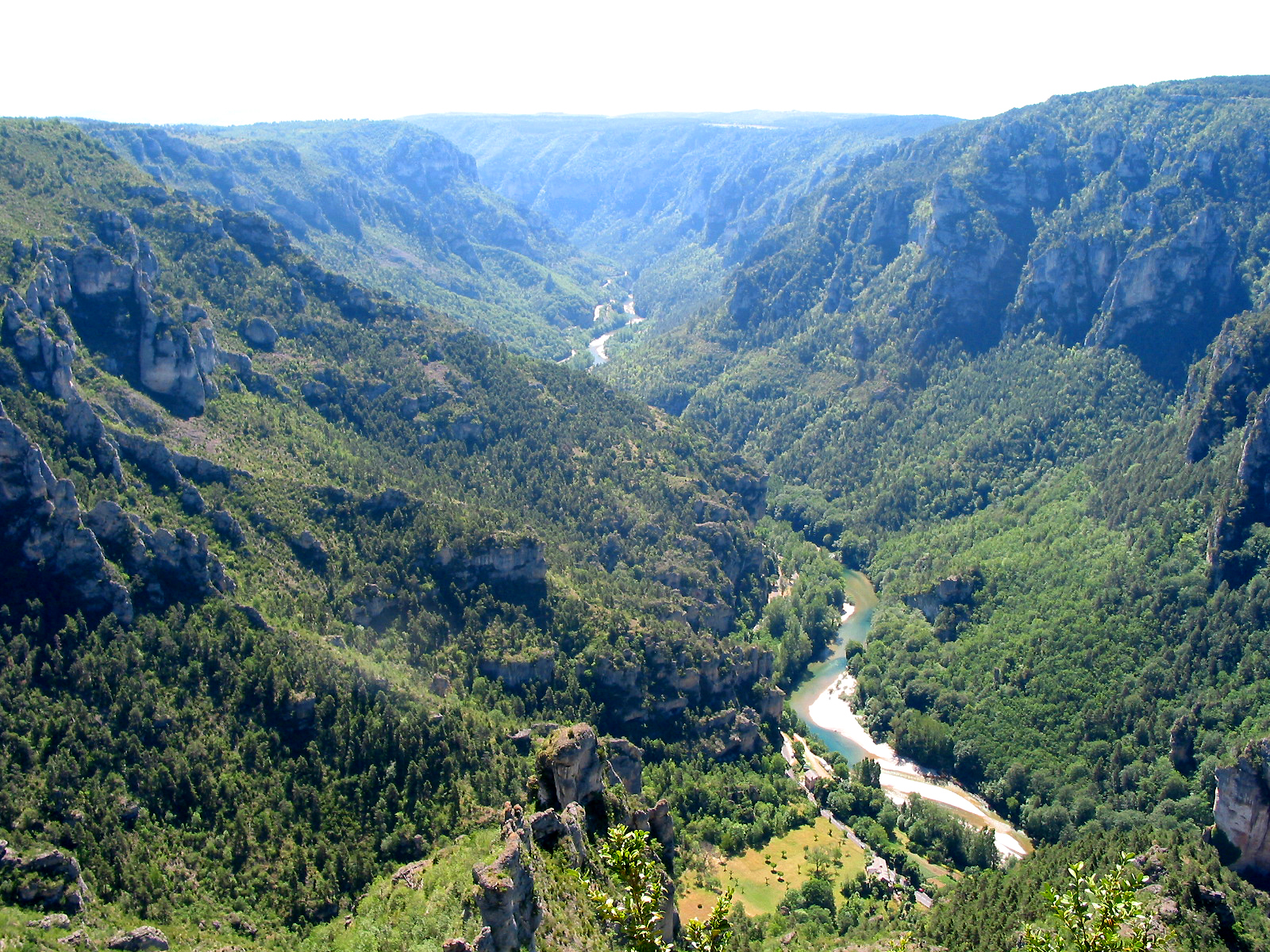
Горж-дю-Тарн

Горж-дю-Тарн або Тарнська ущелина — ущелина в горах Косс у департаменті Лозер на півдні Франції, частина ущелини розташована на території департаменту Аверон.

## Короткий опис
По дну ущелини протікає річка Тарн. Геологічно Горж-дю-Тарн ділить плато Косс на два плато — Косс-Межан та Косс-де-Совтерр, утворені з вапнякових порід. Довжина ущелини (від комуни Кезак до Ле-Розьє) становить 53 км, глибина — до 500 м.
Ущелина популярна серед туристів, а також серед альпіністів, спелеологів та каноеїстів. Одна з визначних пам'яток ущелини — зруйнований замок Кастельбук.